# Oʻ
Cette page contient des caractères spéciaux ou non latins. S’ils s’affichent mal (▯, ?, etc.), consultez la page d’aide Unicode.
Oʻ (minuscule : oʻ), appelé O apostrophe culbutée ou O virgule culbutée, est un graphème utilisé dans l’alphabet ouzbek. Il s’agit de la lettre O diacritée d’une virgule culbutée.

## Représentations informatiques
Le O apostrophe culbutée peut être représenté avec les caractères Unicode suivants (latin de base, diacritiques) :
| formes    | représentations | chaînes de caractères | points de code | descriptions                                                   |
| --------- | --------------- | --------------------- | -------------- | -------------------------------------------------------------- |
| capitale  | Oʻ              | Oʻ                    | U+004F U+02BB  | lettre majuscule latine o lettre modificative virgule culbutée |
| minuscule | oʻ              | oʻ                    | U+006F U+02BB  | lettre minuscule latine o lettre modificative virgule culbutée |

## Sources
- (en) Chris Duff (traduction), « Orthographic Rules For The Uzbek Language », 1995
- (uz) Toshkent Moliya Instituti, Oʻzbekiston Respublikasi oliy va oʻrta maxsus taʼlim vazirligi, Lotin yozuviga asoslangan oʻzbek alifbosi va imlosi, 2004 (lire en ligne)